# Salto con gli sci alla XXXI Universiade invernale
Le gare di salto con gli sci della XXXI Universiade invernale si sono svolte dal 14 al 20 gennaio 2023 al MacKenzie Intervale Ski Jumping Complex. In programma cinque eventi.

## Podi

### Uomini
| Evento                         | Oro                                               | Punteggio | Argento                                      | Punteggio | Bronzo                                     | Punteggio |
| Trampolino normale individuale | Danil Vasil'ev                                    | 257,3     | Maximilian Lienher                           | 251,4     | Timon Pascal Kahofer                       | 248,8     |
| Trampolino normale a squadre   | Austria 1 Maximilian Lienher Timon Pascal Kahofer | 470,5     | Kazakistan 1 Danil Vasil'ev Sergey Tkachenko | 470,3     | Giappone 1 Sakutaro Kobayashi Ryusei Ikeda | 452,9     |

### Donne
| Evento                         | Oro                                   | Punteggio | Argento                                 | Punteggio | Bronzo                               | Punteggio |
| Trampolino normale individuale | Nicole Konderla                       | 231,6     | Machiko Kubota                          | 224,8     | Kinga Rajda                          | 209,7     |
| Trampolino normale a squadre   | Polonia 1 Kinga Rajda Nicole Konderla | 397,9     | Polonia 2 Anna Twardosz Paulina Cieślar | 357,0     | Giappone 1 Machiko Kubota Miki Ikeda | 327,4     |

### Misti
| Evento                       | Oro                                   | Punteggio | Argento                                | Punteggio | Bronzo                             | Punteggio |
| Trampolino normale a squadre | Polonia 1 Adam Niznik Nicole Konderla | 421,3     | Giappone 1 Ryusei Ikeda Machiko Kubota | 405,0     | Polonia 2 Kinga Rajda Szymon Jojko | 369,6     |

## Medagliere
| Pos.   | Paese      | Oro | Argento | Bronzo | Totale |
| ------ | ---------- | --- | ------- | ------ | ------ |
| 1      | Polonia    | 3   | 1       | 2      | 6      |
| 2      | Austria    | 1   | 1       | 1      | 3      |
| 3      | Kazakistan | 1   | 1       | 0      | 2      |
| 4      | Giappone   | 0   | 2       | 2      | 4      |
| Totale | Totale     | 5   | 5       | 5      | 15     |